# 조지 셀
조지 셀(영어: George Szell, 헝가리어: Széll György 셀 죄르지[*], 1897년 6월 7일 ~ 1970년 7월 30일)은 헝가리 태생의 미국의 지휘자이다.
그는 피아니스트로서 그의 공식적인 음악 훈련을 시작했다. 로베르트의 다른 제자 중 한 명인 루돌프 제르킨은 셀과 함께 평생 친구이자 음악적 협력자가 되었다.
11살 때 피아니스트와 작곡가로 유럽을 순회하며 런던 데뷔를 했다. 10대 시절 내내 오케스트라와 협연했고, 17세 때 베를린 필하모닉에서 그랬던 것처럼 작곡가, 피아니스트, 지휘자로도 모습을 드러냈다.
셀은 작곡가나 피아니스트가 되는 것으로는 결코 경력을 쌓을 수 없다는 것을 곧 깨달았고, 지휘자로서 얻을 수 있는 예술적 통제력을 훨씬 더 선호했다. 그는 17살 때 가족들과 피서지에서 휴가를 보내던 중 계획 없이 지휘자로 데뷔했다. 빈 심포니의 지휘자가 팔을 다쳤고, 셀은 교체 요청을 받았다. 셀은 재빨리 전임 지휘자로 전향했다. 그는 작곡을 포기했지만, 여생 동안 가끔 실내악 앙상블과 반주자로 피아노를 연주했다.
1915년, 18세의 나이로, 셀은 베를린 왕립 오페라의 임명을 받았다. 그곳에서 그는 음악 감독인 리하르트 슈트라우스와 친구가 되었다. 슈트라우스는 즉시 셀의 재능을 알아봤고 특히 그 십대 소년이 슈트라우스의 음악을 얼마나 잘 지휘했는지에 감명을 받았다.
셀은 슈트라우스가 그의 지휘 스타일에 주요한 영향을 미친 것으로 인정했다. 그의 지휘봉 기술, 클리블랜드 오케스트라의 희박하고 투명한 소리, 오케스트라 건축가가 되려는 셀의 의지는 모두 슈트라우스에게서 나왔다. 슈트라우스는 1919년 셀이 궁정오페라를 떠난 후에도 친구로 남았다.
1939년 유럽에서 전쟁이 발발했을 때, 셀은 호주 여행에서 미국을 경유하여 돌아오고 있었고, 결국 그는 가족과 함께 뉴욕에 정착했다. 1940년부터 1945년까지 맨스 음악 대학에서 작곡, 오케스트라, 음악 이론을 가르쳤다.
1946년 1월 클리블랜드 오케스트라의 음악 감독 겸 지휘자로 임명된 셀의 클리블랜드 생활은 불안과 불확실성의 시기에 시작되었다. 오케스트라의 전임 음악 감독인 에리히 라인스도르프는 군대에 징집된 후 일시적으로 자리를 비웠다. 1944년 11월, 라인스도르프가 없는 동안 세브란스 홀에 데뷔하여 극찬을 받았다. 그리고 라인스도르프의 귀환이 임박했음에도 불구하고 여론은 셀 쪽으로 이동했다. 치열한 협상 끝에, 오케스트라 이사회는 그를 앙상블의 네 번째 음악 감독으로 임명했다.
이 직책을 수락한 직후, 셀은 리허설과 공연 동안 음악가들로부터 기술적인 완벽함과 완전한 헌신을 기대했다. 그의 기준은 엄격했고, 목표는 높았다. 그는 오케스트라를 한 차원 높은 탁월함으로 끌어올리는데 특별히 집중했다.
재임한 지 얼마 되지 않아 셀은 다른 도시, 특히 뉴욕에서 객원 공연을 시작했고 오케스트라는 꾸준히 세계 최고의 앙상블 중 하나로 명성을 얻었다.1950년대 초, 그는 세브란스 홀의 건조한 음향에 대해 관심을 갖게 되었고, 클리블랜드에 도착한 이후로는 이 문제에 몰두하게 되었다.전 필라델피아 오케스트라 지휘자인 레오폴드 스토코프스키(Leopold Stokowski)는 "당신의 위대한 예술에 걸맞은 음향 시설을 갖춘 홀이 있었으면 좋겠다"고 말했다. "홀 안에서는 음악이 건조했고 반쯤 죽은 듯한 소리가 났다." 나중에 합판이 홀에 추가되었지만, 셀이 원하는 음색을 얻기 위해서는 여전히 더 많은 변화가 필요했다.
1955-56 시즌부터 셀은 오케스트라가 여름 콘서트와 프로그램을 개최할 야외 공연장의 필요성을 인식했다.이전 몇 년 동안 클리블랜드 공립 오디토리움의 오케스트라 공연의 여름 관객 수는 감소했고, 음악가들에게 일자리를 제공하기 위해 이루어진 조정 중, 클리블랜드 인디언스 야구 경기 전에 일련의 콘서트가 열렸다. 같은 시기에 셀은 오케스트라가 다른 주요 교향곡들과 보조를 맞추려면 첫 번째 국제 투어를 시작해야 한다고 결정했다.그 결과, 오케스트라는 1957년 봄에 유럽으로 투어를 갔다. 이 투어는 성공적이었고, 오케스트라는 세계적인 찬사를 받았다.